# Unheimliche Geschichten (Fernsehserie)
Unheimliche Geschichten ist eine 13-teilige Serie, die ihre Erstausstrahlung 1982 im Regionalprogramm des Hessischen Rundfunks erlebte. Produzentin war die TaunusFilm GmbH. Die Folgen liefen jeweils montags und hatten eine Länge von ca. 25 Minuten.

## Inhalt
Die Serie knüpft an die Reihe Merkwürdige Geschichten an, die 1970 ebenfalls in den regionalen Vorabendprogrammen lief und auch von Jan Lester geschrieben wurde. Inhaltlich bietet jede Folge Geschichten nahe dem Übersinnlichen und Irrationalen, die die jeweiligen Protagonisten häufig ratlos zurücklassen.

## Sonstiges
Wie schon in der Vorgängerserie gibt es auch hier keine wiederkehrenden Charaktere, jede Folge erzählt eine in sich abgeschlossene Geschichte. Als Off-Sprecher fungierten alternierend Holger Hagen und Werner Schumacher, die Episoden waren durchweg hochkarätig besetzt.
Einzelne Folgen sind auf YouTube zu sehen.

## Episodenliste
| Folge | Erstausstrahlung | Titel                         | Regie         | Gastdarsteller (Auswahl)                                                                                                |
| 1     | 5. April 1982    | Wenn das Blut gefriert        | Dieter Kehler | Uwe Friedrichsen, Carola Regnier, Hans-Jürgen Janza, Hubert Mittendorf, Lothar Grützner, Kay Sabban, Herbert Tennigkeit |
| 2     | 12. April 1982   | Grüne Ärmel                   | Joachim Hess  | Dorit Amann, Jochen Busse, Bruno Dallansky                                                                              |
| 3     | 19. April 1982   | Zwei Augen im Dunkel          | Dieter Kehler | Witta Pohl, Randolf Kronberg, Rudolf Beiswanger, Elert Bode, Bertram von Boxberg, Uwe Dallmeier, Paul Edwin Roth        |
| 4     | 26. April 1982   | Eine schwarze Katze           | Dieter Kehler | Klaus Höhne, Astrid Meyer-Gossler                                                                                       |
| 5     | 3. Mai 1982      | Nur ein Tropfen Blut          | Joachim Hess  | Karin Buchholz, Gunther Beth, Ulrich von Dobschütz, Michael Gahr, Adem Rimpapa, Erika Wackernagel, Will Danin           |
| 6     | 10. Mai 1982     | Tote schlafen nicht           | Joachim Hess  | Gardy Granass, Manfred Boehm, Theo Ennisch, Egon Reimers                                                                |
| 7     | 17. Mai 1982     | Die fremde Macht              | Joachim Hess  | Evelyn Opela, Richard Münch, Josefine Klee-Helmdach                                                                     |
| 8     | 24. Mai 1982     | Der Gruß aus der Fürstengruft | Joachim Hess  | Käthe Haack, Ernst Fritz Fürbringer, Werner Hinz, Wolfgang Preiss, Aenne Nau                                            |
| 9     | 31. Mai 1982     | Als die Zeit stillstand       | Dieter Kehler | Volkert Kraeft, Karin Eckhold, Camilla Horn, Hugo Schrader, Ludwig Wühr, Hans Stadtmüller, Moje Forbach                 |
| 10    | 7. Juni 1982     | Gestern wird morgen sein      | Joachim Hess  | Kristina van Eyck, Ulrich Faulhaber, Bernd Birkhahn, Kurt Müller-Graf, Erwin Scherschel                                 |
| 11    | 14. Juni 1982    | Der eingemauerte Schrei       | Dieter Kehler | Eva-Ingeborg Scholz, Peter Lühr, Karl-Heinz Hess, Tilly Breidenbach, René Genesis, Isabella Grothe, Hartmut Kollakowsky |
| 12    | 21. Juni 1982    | Der lautlose Ruf              | Dieter Kehler | Hannelore Zeppenfeld, Werner Schwuchow, Peter Böhlke, Gerhard Hartig, Jochen Nix, Nikolaus Schilling                    |
| 13    | 28. Juni 1982    | Besuch aus dem Jenseits       | Dieter Kehler | Franziska Bronnen, Gottfried Kramer, Werner Cartano, Linde Fulda, Uwe Hacker, Utz Richter, Manfred Tümmler              |